# Куроедов, Василий Петрович
Василий Петрович Куроедов (1832—1888) — российский инженер-строитель, профессор Института гражданских инженеров.

## Биография
Родился 29 мая (10 июня) 1832 года в Бугуруслане Оренбургской губернии, в дворянской семье.
В 1847—1853 годах учился в Петербургском строительном училище. Окончив его по первому разряду, был прикомандирован к управлению по постройке Петербургско-Варшавской железной дороги. В 1857 году переведён в распоряжение строителя нового шпиля колокольни Петропавловского собора инженеру Д. И. Журавскому.
В 1858 году началась его преподавательская деятельность: 28 декабря 1858 года он был назначен репетитором в Петербургское строительное училище; с 1859 года — преподаватель; в 1865 году был назначен инспектором классов и библиотекарем.
В 1867 году вошёл в число учредителей Петербургского общества архитекторов. 
В 1870 году возведён в звание инженер-архитектора. В 1871 году товарищеский кружок бывших воспитанников Строительного училища, на средства своей кассы, командировал его в заграничное путешествие.
После принятия нового Положения о Строительном училище был утверждён в 1877 году экстраординарным профессором, с 1878 года — ординарный профессор по гражданской архитектуре. 
Преподавал также в Петербургском технологическом институте: руководил черчением (1864) и проектированием по архитектуре (1873).
В 1881 году был произведён в статские советники, 1887 году получил чин действительного статского советника. 
Умер 30 апреля (12 мая) 1888 года. Похоронен на Митрофаниевском кладбище Санкт-Петербург. Был награждён орденами Св. Владимира 3-й и 4-й степеней, Св. Анны 2-й степени и Св. Станислава 2-й степени.